# 土耳其尖條鰍
土耳其尖條鰍（學名：Oxynoemacheilus anatolicus），為輻鰭魚綱鯉形目條鰍科尖條鰍屬的其中一種。被IUCN列為瀕危保育類動物，分布於亞洲土耳其布爾杜爾卡拉曼利水壩，本魚體粗短呈圓柱形，口亞下位，具觸鬚3對，體色黃棕色，頭部、身體、背鰭及尾鰭布滿深褐色不規則斑點，尾鰭截形，上下葉圓鈍，體長可達5.2公分，棲息在底中層水域，生活習性不明。

## 扩展阅读
維基物種上的相關：土耳其尖條鰍